# شهرستان بابک
بابک (به لاتین: Babək) نام بخشی از جمهوری خودمختار نخجوان در جمهوری آذربایجان است. نام این بخش از نام سردار مشهور ایران بابک خرمدین برگرفته شده است.این بخش با ایران هم مرز بوده و در شمال رود ارس و دریاچه سد ارس قرار دارد.